# Microcystis
Microcystis (микроцистис; од грчког: mikros што значи мали и kystis што значи мехур) је род углавном слатководних модрозелених бактерија (алги). Припада реду Chroococcales (хроококалес). Врсте овога рода су прокариотски колонијални организми. Колоније су по облику лоптасте, елипсоидне или без одређеног облика. Око колонија Microcystis sp.се налази добро развијен слузни омотач. Мање колоније су микроскопских димензија, док веће могу бити видљиве голим оком. У колонији се може налазити од неколико ћелија па до неколико стотина. Ћелије у колонијама су ситне, сферног облика или мало издужене.
Алге из овога рода се могу наћи у слаткој води као што су нпр. реке и језера, али и у водама ниског салинитета. Могу да садрже гасне вакуоле за које се претпоставља да служе за лакше одржавање у планктону. Размножавају се деобом ћелије.

## Значај
Врсте овога рода при повољним условима (топла вода и доста светлости) могу да доведу до цветања воде. Неке врсте садрже отровне материје (микроцистине), и због тога масовно развијање ових врста може да проузрокује затрованост воде и тешке последице по живи свет, чак и до помора рибе, птица, па и стоке која пије ову воду. Уколико људи пију затровану воду, може доћи до мучнине, повраћања и веома ретко до смрти (у само неколико забележених случајева). Затрована вода такође изазива надраживање коже. Разградња угинулих јединки може да доведе до нестанка раствореног кисеоника из воде, што доводи до помора живог света у овим водама. Еутрофикација воде (повећана концентрација неких једињења, као нпр. натријума и фосфора) је такође чест узрок појаве цветања воде.
Врсте овога рода имају и позитиван значај за човека: представљају примарне продуценте органских материја у води, а вршећи фотосинтезу везују угљен-диоксид и ослобађају кисеоник.

## Врсте
У овом роду налази се 56 врста:
|  |  |  |